# 阿奇 (匈牙利)
阿奇是匈牙利科马罗姆-埃斯泰尔戈姆州的一个镇，面积103.83平方公里，人口7,260人（2004年）。

## 友好城市
- 斯洛伐克Zlatná na Ostrove
- 羅馬尼亞布勒杜茨
- 德国施泰瑙